# Тюп-Тархан (півострів)
Тюп-Тарха́н (крим. Tüp Tarhan, рос. Тюп-Тархан) — півострів, розташований на північному сході Кримського півострова. Адміністративно належить до Джанкойського району Автономної Республіки Крим, Україна.

## Назва
Назва Тюп-Тархан в перекладі з кримськотатарської означає: Тюп - мис, Тархан - землеволодіння особи, звільненої від повинностей і сплати податків.

## Географія
Півострів розташований на березі затоки Сиваш та закінчується гострою косою. Між ним та півостровом Коянлівський Кут на Арабатській стрілці розташовується ланцюг ненаселених островів, найбільший з яких - острів Папанін (Коянли).
Островом прокладена асфальтована дорога, яка закінчується тупиком.

## Природа
На півострові розташовуються гніздовища диких птахів — чайок, качок, бакланів, куликів.

## Населення
Нині на півострові Тюп-Тархан розташовано 2 населених пункти — села Мисове (до 1948 Тюп-Акчора) та Чайкине (Малий Тархан). В радянські часи зникли села Василівка (Акчора), Чисте (Нова Акчора), Іргакли, Корніївка (Кельди Бай) та Передове (Тюп-Тархан), хутір Селіджанівка.